# Lliga Elit
La Lliga Elit, anomenada originalment Superlliga Catalana, és un torneig organitzat cada any per la Federació Catalana de Futbol. És la sisena categoria a nivell estatal, i la primera categoria a nivell nacional en el marc del sistema de Divisions regionals de futbol d'Espanya, per sota de la Tercera Federació i per sobre de la Primera Catalana.

## Història
El 2021 es van reformar les categories del futbol espanyol amb la introducció de les noves lligues Primera, Segona i Tercera Federació, en substitució de les antigues Segona B i Tercera Divisió, amb l'argument que es milloraria el nivell competitiu dels equips integrants del sistema de futbol espanyol.
Després de la implementació de la reforma al futbol estatal, la Federació Catalana va iniciar el seu propi procés de canvi a les seves categories, d'aquesta manera a l'estiu del 2022 es va anunciar que a partir de la temporada 2023-24 s'introduiria una nova divisió catalana de futbol, la qual funcionaria com un pont entre la Tercera Federació i la Primera Catalana, al principi la nova lliga seria anomenada Superlliga Catalana.
Al juny de 2023 es va presentar el pla de competició de la categoria, a la seva primera temporada estaria composta per 16 equips: 15 conjunts procedents de la Primera Catalana i un club descendit des de Tercera Federació. Posteriorment la FCF va reanomenar la nova màxima divisió del futbol català com a Lliga Elit, abandonant el nom Superlliga Catalana, proposat originalment.

## Sistema de competició
La Lliga Elit està formada per un grup de 16 equips. Hi ha tres places d'ascens a Tercera Federació, el campió i subcampió pujaran de categoria de manera automàtica, mentre que la tercera plaça de promoció es lliurarà a l'equip guanyador d'una promoció celebrada entre els equips classificats entre el tercer i el sisè lloc. D'altra banda, hi haurà quatre descensos a Primera Catalana, els quals seran ocupats pels darrers quatre equips de la classificació.

## Campions
| Temporada | Campió      |
| --------- | ----------- |
| 2023-2024 | CE Europa B |
| 2024-2025 | UE Vic      |